# デヴィッド・ニューマン (地理学者)
デヴィッド・ニューマン（David Newman、1956年7月4日 - ）は、イスラエルの地理学者。専門は、政治地理学、地政学。
ロンドン生まれ。ロンドン大学クイーン・メアリー校卒業。ダラム大学で博士号取得。テルアビブ大学地理学部講師を経て、現在、ベングリオン大学ネゲヴ校 (Ben-Gurion University of the Negev) 政治学部教授。

## 著書

### 単著
- Population, Settlement, and Conflict: Israel and the West Bank, (Cambridge University Press, 1991).

### 編著
- Boundaries, Territory and Postmodernity, (Frank Cass, 1999).

### 共編著
- Geopolitics at the End of the Twentieth Century: the Changing World Political Map, co-edited with Nurit Kliot, (Frank Cass, 2000).